# Potash City
Potash City (în arabă مدينة البوتاس) este un mic oraș din Iordania în apropiere de malul de sud-est al Mării Moarte. 
Este situat în apropierea instalațiilor miniere de sare ale companiei Arab Potash.